# Ready Player One: Đấu trường ảo
Ready Player One: Đấu trường ảo (tiếng Anh: Ready Player One) là một bộ phim điện ảnh Mỹ thuộc thể loại hành động – phiêu lưu – khoa học viễn tưởng – chính kịch ra mắt vào năm 2018, do Steven Spielberg làm đạo diễn kiêm đồng sản xuất, phần kịch bản do Zak Penn và Ernest Cline chắp bút phóng tác từ cuốn tiểu thuyết cùng tên năm 2011 của chính Cline, với sự tham gia diễn xuất của các diễn viên gồm Tye Sheridan, Olivia Cooke, Ben Mendelsohn, Lena Waithe, T.J. Miller, Simon Pegg và Mark Rylance. Phim lấy bối cảnh thế giới vào năm 2045, khi phần lớn nhân loại sử dụng phần mềm thực tế ảo OASIS để thoát khỏi những giới hạn của thế giới thực. Wade Watts là một thợ săn trẻ tuổi đã tìm thấy những manh mối của một cuộc thi hứa hẹn sẽ trao quyền sở hữu OASIS cho người chiến thắng, và để làm được điều này, cậu và những người đồng đội của mình phải cố gắng hoàn thành những thử thách trước khi tập đoàn xấu xa IOI muốn chiếm toàn quyền sở hữu thế giới này.
Việc lên ý tưởng và phát triển cho bộ phim bắt đầu từ năm 2010, khi Warner Bros. Pictures đã thành công sở hữu được bản quyền chuyển thể điện ảnh của tiểu thuyết nói trên. Tháng 7 năm 2015, Steven Spielberg ký hợp đồng tham gia đạo diễn và sản xuất bộ phim, với việc tuyển chọn diễn viên bắt đầu diễn ra vào tháng 9 năm 2015. Bộ phim được khởi quay tại các địa điểm xuyên suốt trên khắp nước Anh, bấm máy từ tháng 6 năm 2016 và đóng máy vào tháng 9 cùng năm. Phần hiệu ứng hình ảnh cho bộ phim do ba công ty kỹ xảo Industrial Light & Magic, Digital Domain và Territory Studio phối hợp thực hiện, với một số hiệu ứng được phác họa trước từ công ty The Third Floor. Giống như tiểu thuyết, bộ phim còn đề cập đến những văn hóa đại chúng, bao gồm The Shining, loạt phim Trở lại tương lai, và The Iron Giant.
Ready Player One: Đấu trường ảo có buổi công chiếu lần đầu tại South by Southwest ở Austin, Texas vào ngày 11 tháng 3 năm 2018, và sau đó được Warner Bros. Pictures phát hành tại Mỹ vào ngày 29 tháng 3 năm 2018 và tại Việt Nam vào ngày 30 tháng 3 cùng năm dưới các định dạng 2D, RealD 3D, IMAX và IMAX 3D. Sau khi ra mắt, tác phẩm nhìn chung nhận về những lời khen ngợi từ giới chuyên môn, với những lời khen ngợi về cách đạo diễn bộ phim của Spielberg, phần kỹ xảo, nhịp phim nhanh cũng như diễn xuất tốt của Sheridan và Rylance. Ngoài ra, tác phẩm còn được ghi nhận với những nét khác biệt đáng kể so với tiểu thuyết gốc, với một số nhà phê bình cho rằng nội dung phim thậm chí đã hoàn thiện hơn so với nguyên tác. Là một thành công lớn về mặt doanh thu khi thu về 607,9 triệu USD từ kinh phí sản xuất 155–175 triệu USD, tác phẩm giành được đề cử giải Oscar, giải Critics' Choice và giải BAFTA đều cho hạng mục Hiệu ứng hình ảnh xuất sắc nhất. Bên cạnh đó, tác phẩm còn được nhận giải Phim khoa học viễn tưởng hay nhất tại giải Sao Thổ lần thứ 45, và đồng thời còn nhận hai giải Thành tựu xuất sắc từ Hiệp hội hiệu ứng hình ảnh Mỹ. Phần thứ hai của bộ phim đang trong giai đoạn phát triển.

## Nội dung
Câu chuyện xảy ra vào năm 2045,  khi phần lớn các trung tâm dân cư trên Trái Đất đã trở thành các thành phố của những khu nhà ổ chuột. Để trốn tránh thực tại ấy, con người bắt đầu tham gia vào thế giới thực tế ảo mang tên OASIS (tên viết tắt của Ontologically Anthropocentric Sensory Immersive Simulation), do hai nhà sáng chế James Halliday và Ogden Morrow sáng lập. Đây là nơi người ta có thể trở thành bất cứ ai, làm bất cứ điều gì, hay đi đến bất cứ nơi đâu mà trí tưởng tượng có thể chạm tới. Trước khi qua đời, Halliday để lại bức di chúc rằng ông đã giấu ba chiếc chìa khóa ảo bên trong OASIS, và bất cứ ai tìm thấy chúng sẽ có được trứng Phục sinh vàng và đồng thời nắm quyền kiểm soát thế giới ảo, đồng nghĩa với việc trở thành chủ nhân cuộc sống tinh thần của người dân trên toàn thế giới. Nhiệm vụ này đã cuốn hút nhiều kẻ săn trứng. IOI, một hiệp hội sản xuất hầu hết các thiết bị thực tế ảo dùng để đăng nhập OASIS, cũng lăm le chiếm quyền sở hữu thế giới ảo này. CEO của IOI, Nolan Sorrento, đã tạo ra một đội quân giao kèo bằng các khoản nợ, được gọi là Lục binh, nhằm tìm ra giải thưởng lớn. Tuy nhiên, trong suốt nhiều năm, vẫn chưa ai hoàn thành được nhiệm vụ đầu tiên, tức là hoàn thành cuộc đua xe qua một chiến trường đầy nguy hiểm.
Wade Watts là một kẻ săn trứng 18 tuổi sống tại khu ổ chuột Columbus, Ohio cùng với dì Alice của mình. Trong OASIS, Wade mang avatar nhân vật Parzival và kết bạn với Aech, một avatar nam có hình dạng cơ khí ảo. Cậu cũng kết bạn với người chơi nổi tiếng Art3mis sau khi cứu cô khỏi bị xóa sổ. Wade quyết định đến thư viện OASIS để tìm hiểu về đời tư của Halliday nhằm tìm kiếm manh mối để kết thúc cuộc đua. Tại đây, anh biết rằng Halliday có một số điều hối tiếc trong cuộc đời, bao gồm cả tình yêu đơn phương của ông dành cho vợ của Morrow là Karen (người sử dụng tên nhân vật "Kira") và mất đi người bạn thân nhất của mình sau khi buộc Morrow phải bán cổ phần của mình ở Gregarious Game. Ở lần đua tiếp theo, Wade chạy ngược lại từ vạch xuất phát và tìm được một lối đi ẩn, an toàn hơn để đi tới vạch đích. Cậu có được chiếc chìa khóa đầu tiên trong bộ ba chìa cùng với manh mối cho nhiệm vụ tiếp theo. Aech, Art3mis, Daito và Sho cũng theo chân Wade để kết thúc nhiệm vụ này và tên của cả năm nhân vật đều xuất hiện trên bảng điểm toàn cầu, giúp họ được biết đến với tên gọi Ngũ đại đội.
Sorrento biết được danh tính ngoài đời thực của Parzival thông qua lính đánh thuê OASIS i-R0k và cố gắng mời Wade tham gia IOI để hợp tác, nhưng anh đã từ chối. Để trả đũa, người trợ lý hoạt động của IOI ngoài đời thật và là chuyên viên thân cận nhất của Sorrento, F'Nale Zandor, đã ném bom nhà của Wade, làm cho dì Alice của anh bị sát hại. Samantha Cook (người chơi của nhân vật Art3mis) đến giải cứu Wade nhưng lại sớm bị IOI phát hiện. Sau thử thách thứ hai là tìm ra được bí mật thực sự về đời tư của Halliday, cả Samantha và Wade bị IOI đột kích và Samantha bị bắt rồi bị đưa vào Trung tâm thu nợ, còn Wade được những thành viên Ngũ đại đội khác bao gồm Helen (Aech), Toshiro (Daito) và Zhou (Sho) cứu thoát. Nhóm theo dõi vị trí của Samantha tại IOI và giúp cô trốn thoát, giả mạo thành một Lục binh và hỗ trợ họ trong OASIS.
Thử thách thứ ba yêu cầu người chơi phải tìm được trò chơi Atari 2600 yêu thích của Halliday, trong một lâu đài trên Hành tinh Doom, nơi mà Sorento đã bảo vệ bằng một trường lực, được kích hoạt bởi một vật phẩm trong trò chơi có tên là Quả cầu Osuvox. Parzival kêu gọi những người chơi OASIS khác tấn công lực lượng IOI xung quanh lâu đài nhằm ngăn chặn ý đồ xấu xa của Sorrento. Thế là những người chơi OASIS theo lời gọi của anh đã xung phong theo Ngũ đại đội chiến đấu chống lại IOI, từ đây cuộc chiến bắt đầu nổ ra và cả hai bên đều giằng co nhau rất quyết liệt. Phía đối diện, Art3mis vô hiệu hóa trường lực làm nổ tung hệ thống Osuvox, cho phép Parzival tiếp cận bảng điều khiển. Anh đụng độ với Sorrento và cả hai đã có màn đấu võ thần chưởng rất quyết liệt. Khi Parzival sắp sửa chạm tay vào bảng điều khiển trò chơi thì Sorrento đã kích nổ Cataclyst, một quả bom giết chết tất cả người chơi trên Hành tinh Doom kể cả chủ nhân. Tuy nhiên, do có một đồng xu đặt cược với người quản gia của Thư viện OASIS trước đó, nên Parzival có thêm một mạng sống, tiếp tục chơi trò Adventure để tìm trứng Phục sinh. Anh được trao chìa khóa cuối cùng để mở cánh cổng và được Anorak đưa ra một hợp đồng để ký. Chưa kịp ký thì người trợ lý F'Nale đã xông vào tiêu diệt nhóm Ngũ đại đội, phải mất khoảng vài giây thì cả nhóm mới hạ gục được cô ta bằng việc Parzival đá F'Nale bay ra khỏi xe. Sau đó, anh quay trở lại đặt bút ký nhưng rồi anh nhận ra đó là bản hợp đồng mà Halliday buộc Morrow ký tên nên anh đã từ chối đặt bút. Anorak bất ngờ thay đổi hình dạng, trở thành Halliday, ông đã tiết lộ rằng bản hợp đồng vừa rồi là bài kiểm tra cuối cùng để đảm bảo Parzival sẽ không mắc phải những sai lầm đáng trách như ông. Parzival được Halliday trao trứng Phục sinh vàng và kiểm soát OASIS.
Trong thế giới thực, Sorrento và F'Nale không thể ngăn Parzival lấy được trứng Phục sinh vàng và nhanh chóng bị cảnh sát bắt giải vì vụ đánh bom và những ý đồ xấu xa nhằm chiếm giữ OASIS. Còn Morrow sau này mới tiết lộ mình chính là người quản gia trong trò chơi khiến Wade và đồng đội rất bất ngờ. Thế là ông trao lại dịch vụ của mình cho Wade và anh vui vẻ chấp nhận, và với số tiền thưởng lớn của Morrow, Wade không chiếm giữ cho bản thân mà anh quyết định chia sẻ số tiền cổ phiếu ấy dành cho Ngũ đại đội. Động thái này được người dân nhiệt tình ủng hộ. Wade quyết định điều hành OASIS cùng với Ngũ đại đội dưới sự cố vấn của Morrow, đồng thời nên đóng cửa OASIS hai lần một tuần để mọi người dành nhiều thời gian hơn cho cuộc sống ngoài đời thật. Ngoài ra trong bản hợp đồng hợp tác, mọi hành động thu nợ của IOI vào các trung tâm thu nợ sẽ bị hủy bỏ, điều này đã khiến IOI phải giải thể. Kết phim, Wade và Samantha đã có một cuộc sống hạnh phúc bên nhau.

## Diễn viên
Sau đây là dàn diễn viên có mặt trong phim Ready Player One: Đấu trường ảo. Mặc dù có 166 diễn viên tham gia vào bộ phim nhưng đề mục này chỉ liệt kê những diễn viên thủ vai những nhân vật có ảnh hưởng đến nội dung của phim:
- Tye Sheridan vai Wade Watts/Parzival, một Kẻ săn trứng muốn giành chiến thắng để thoát khỏi cảnh nghèo túng.
- Olivia Cooke vai Samantha Cook/Art3mis, một Kẻ săn trứng nổi tiếng, hợp tác với các đồng minh của mình nhằm giúp OASIS không bị IOI chiếm lấy, cả trong game lẫn ngoài đời thực.
- Ben Mendelsohn vai Nolan Sorrento, CEO của IOI và là kẻ có khát vọng sở hữu OASIS.
- Lena Waithe vai Helen Harris/Aech, một Kẻ săn trứng và là bạn thân của Wade, xuất hiện với vai trò là một thợ máy trong OASIS.
- T.J. Miller vai i-R0k, một đặc vụ tự do và lính đánh thuê thường được IOI tuyển dụng. Tên của ông giống với một nhân vật trong tiểu thuyết, nhưng những mặt khác thì không liên quan.
- Simon Pegg vai Ogden Morrow/Quản gia, đồng sáng lập của OASIS, người sau đó đã rời khỏi Gregarious Games. Ông lo ngại rằng nhiều người đã phụ thuộc quá nhiều vào trò chơi.
- Mark Rylance vai James Halliday/Anorak Biết tuốt, đồng sáng lập của OASIS, sau khi chết ông đã tuyên bố trong một video rằng sẽ trao OASIS cho người đầu tiên tìm được Trứng phục sinh.
- Philip Zhao vai Akihide Karatsu/Sho, hay có tên ngắn gọn thành Zhou, một Kẻ săn trứng người Hoa gốc Nhật và là một trong năm thành viên của "Ngũ đại đội". Cậu được dựa trên Akihide "Shoto" Karatsu, một Kẻ săn trứng người Nhật trong tiểu thuyết.
- Win Morisaki vai Toshiro Yoshiaki/Daito, một Kẻ săn trứng người Nhật và một trong năm thành viên của "Ngũ đại đội".
- Hannah John-Kamen vai F'Nale Zandor, trưởng bộ phận hoạt động của IOI trong thế giới vật chất, đồng thời quản lý các chương trình giám sát những con nợ theo hợp đồng làm việc trong Trung tâm thu nợ của IOI.[14]

Ngoài ra, Susan Lynch xuất hiện trong phim với vai Alice, dì của Wade; Ralph Ineson trong vai Rick, bạn trai của Alice; Perdita Weekks trong vai Karen "Kira" Underwood, vợ của Morrow; Clare Higgins trong vai bà Gilmore, hàng xóm của Wade. McKenna Grace và Lulu Wilson trong vai những học sinh tiểu học sử dụng OASIS, còn Jacob Bertrand thủ vai một học sinh trung học sử dụng OASIS. Letitia Wright cũng xuất hiện trong phim với vai diễn một kẻ nổi loạn và là thành viên của đội quân nổi dậy từ căn nhà của Samantha Cook.

## Sản xuất

### Phát triển
Warner Bros. đã mua lại bản quyền phim cho hai nhà sản xuất Dan Farah và Donald De Line vào tháng 6 năm 2010, một năm trước khi cuốn sách được xuất bản. Nhà văn Ernest Cline (tác giả của tác phẩm gốc Ready Player One) được chọn làm người chắp bút kịch bản phim, còn Donald De Line và Dan Farah giữ vai trò sản xuất. Zak Penn trau chuốt tiếp những trang kịch bản nháp của Cline và Eric Eason. Village Roadshow Pictures đã tham gia đồng tài trợ và đồng sản xuất phim cùng Warner Bros. Nhà làm phim Steven Spielberg ký hợp đồng để đạo diễn kiêm sản xuất tác phẩm, còn Kristie Macosko cùng với De Line và Farah tham gia vào khâu sản xuất phim. Ready Player One là dự án phim hành động - kỳ ảo đầu tiên của Spielberg kể từ Những cuộc phiêu lưu của Tintin vào cuối năm 2011. Cline và Penn đã chỉnh sửa một vài chỗ trong lúc chuyển thể từ cuốn tiểu thuyết. Hầu hết những thay đổi nhằm để lược bỏ những cảnh được cho là sẽ không thú vị nếu đưa lên màn ảnh lớn, chẳng hạn như khi Wade đánh bại một kỷ lục điểm trong Pac-Man hay học thuộc tất cả các câu thoại trong phim WarGames (1983). Năm 2016, nhạc sĩ người Mỹ Moby cho biết ông từng nỗ lực chuyển thể cuốn sách thành phim điện ảnh, nhưng rồi phát hiện ra Spielberg đã đảm nhận vai trò đó trước ông.

### Chọn diễn viên

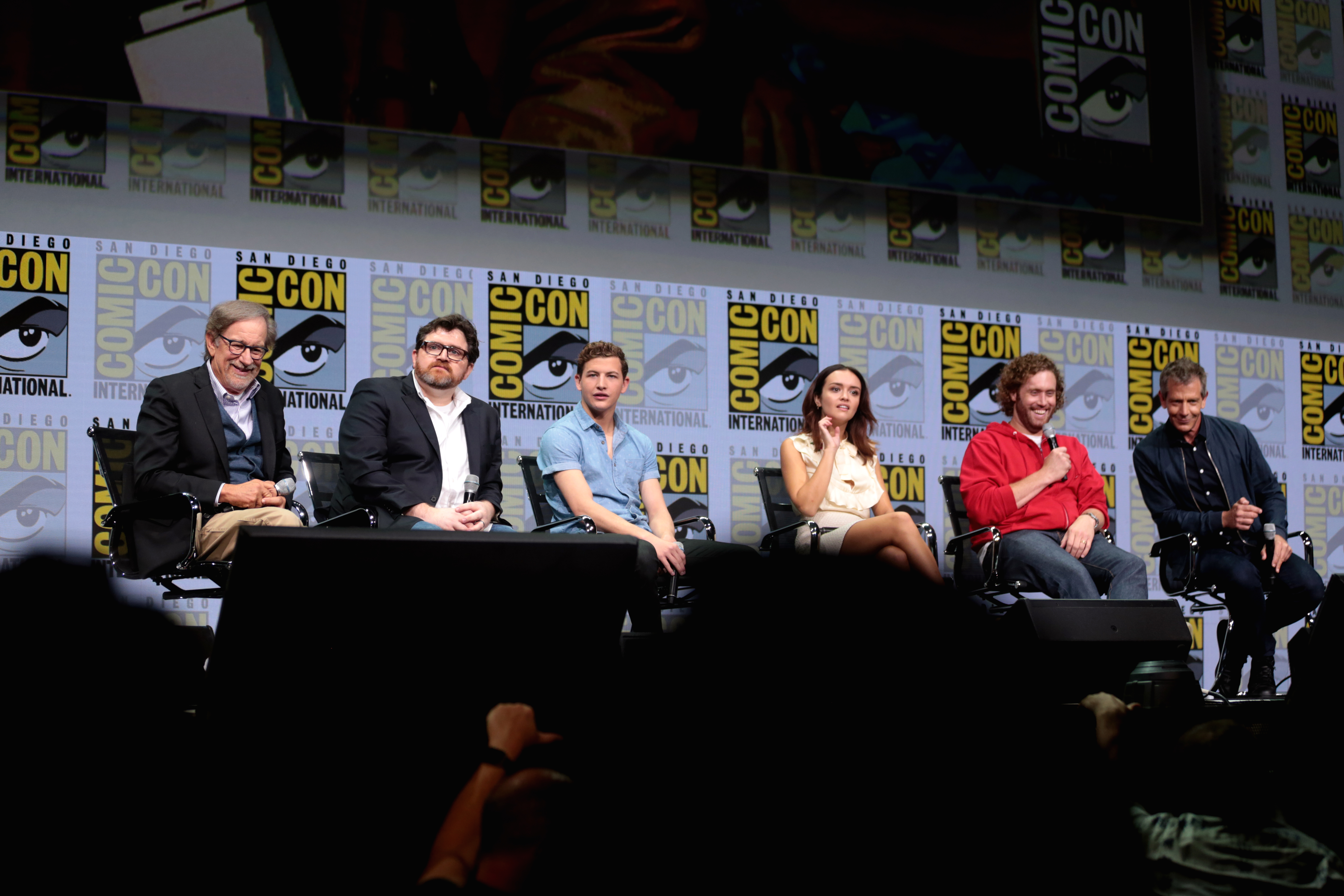
Đạo diễn Steven Spielberg (ngoài cùng bên trái) và nhà văn/nhà biên kịch phim Ernest Cline cùng dàn diễn viên của Ready Player One tại sự kiện San Diego Comic-Con. Tính từ người thứ ba, từ trái qua phải: Tye Sheridan, Olivia Cooke, T.J. Miller và Ben Mendelsohn.

Ba nữ diễn viên lọt vào các ứng viên cuối cùng cho vai Art3mis gồm có Elle Fanning, Olivia Cooke và Lola Kirke. Kết quả là vào tháng 12 năm 2015, Cooke được công bố đã nhận vai nữ chính mà nhiều người ao ước. Tháng 1 năm 2016, Ben Mendelsohn gia nhập dàn diễn viên. Tháng 2 năm 2016, Tye Sheridan xác nhận đóng vai nam chính Wade sau một cuộc đối thoại tuyển vai dài trên sóng toàn quốc. Tháng 3 năm 2016, Simon Pegg là người kế tiếp tham gia dự án. Tháng 4 năm 2016, Mark Rylance xác nhận góp mặt trong phim và đến tháng 6 năm 2016, T.J. Miller, Hannah John-Kamen và Win Morisaki lần lượt gia nhập dàn diễn viên đóng tác phẩm. Tháng 7 năm 2016, Philip Zhao và kế đến là Lena Waithe, Ralph Ineson, McKenna Grace và Letitia Wright là những người cuối cùng được tuyển vai.
Tháng 10 năm 2019, Mike Flanagan – đạo diễn của Doctor Sleep: Ký ức kinh hoàng (phần hậu truyện của The Shining) đã tiết lộ rằng Jack Nicholson, người từng đóng vai Jack Torrance trong The Shining, đã từng được tiếp cận để tham gia diễn xuất trong bộ phim, nhưng sau này Jack đã nghỉ hưu nên đã từ chối lời đề nghị đó.

### Quay phim
Việc sản xuất bộ phim dự kiến bắt đầu vào tháng 7 năm 2016, nhưng nhà biên kịch Zak Penn thông báo qua Twitter vào ngày 1 tháng 7 năm 2016 rằng tuần ghi hình đầu tiên đã hoàn tất, tức là ngày 24 tháng 6 năm 2016 thì bộ phim đã bắt đầu khởi quay. Vào tháng 8 và tháng 9 năm 2016, phim được quay tại Birmingham, Anh; bao gồm cả Phố Livery, thuộc khu vực Jewellery Quarter của thành phố; đây là trường quay mà các nhà làm phim sử dụng chủ yếu, trong đó có phân cảnh rượt đuổi trên xe van diễn ra ở cuối phim. Cảnh này được dựng sao cho khu phố xuất hiện trong phim lâu hơn so với thực tế. Nhà nghỉ tập thể Hatters, nằm trên Phố Livery, được sử dụng để quay một cảnh phim dưới tầng hầm. Khu bãi đậu xe Ludgate Hill nằm ở Phố Lionel, trong đó các nhà làm phim cũng sử dụng những ngôi nhà caravan mới dựng một phần tại đây để lên kế hoạch cho một vụ nổ phục vụ bộ phim, khiến một số khu nhà và doanh nghiệp địa phương phải gọi dịch vụ khẩn cấp bởi đội ngũ sản xuất chưa hề thông báo trước cho họ. Một số địa điểm ghi hình khác trong thành phố gồm có khu công nghiệp cũ của Digbeth, diễn ra ở phân cảnh trên sân thượng nhìn ra đường chân trời của Trung tâm thành phố Birmingham. Một số tòa nhà cao tầng trong thành phố bị lược bỏ và thay thế bằng những tòa nhà CGI để tạo nên một Ohio phản địa đàng ở năm 2045. Ngoài việc quay những cảnh quay ở Birmingham, bộ phim còn khởi quay tại các địa điểm khác ở Anh bao gồm Warner Bros. Studios ở Leavesden và Sun Microsystems ở Surrey. Bộ phim chính thức đóng máy vào ngày 27 tháng 9 năm 2016.

### Kỹ xảo
Phần hiệu ứng hình ảnh cho bộ phim do ba công ty kỹ xảo Industrial Light & Magic, Digital Domain và Territory Studio phối hợp thực hiện, với một số hiệu ứng được phác họa trước từ công ty The Third Floor. Spielberg đã hợp tác với Industrial Light & Magic (ILM) để giám sát khâu kỹ xảo trong phim, ông gặp gỡ công ty ILM 3 lần một tuần, mỗi lần trong 3 giờ. ILM phụ trách các phân đoạn OASIS và tạo ra phần lớn các cảnh quay hiệu ứng hình ảnh, với tổng cộng 900 phân cảnh được thực hiện. Vị đạo diễn cho biết, "đây là bộ phim điện ảnh khó khăn nhất mà tôi từng thực hiện kể từ Giải cứu binh nhì Ryan", vì ba cuộc họp kéo dài 3 giờ một tuần là cần thiết để thảo luận về chế tạo ra các hiệu ứng hình ảnh. Roger Guyett, nhà giám sát hiệu ứng hình ảnh của bộ phim, cho biết rằng đội ngũ kỹ xảo của ông sẽ sẵn sàng hợp tác với Spielberg và hai nhà biên kịch phim để làm ra hiệu ứng hình ảnh sống động nhất có thể. Ông nói:
| “              | Những gì chúng tôi đã làm tại một thời điểm là có một thẻ cho mỗi nhân vật mà chúng tôi coi là nhân vật anh hùng trong phim, và chúng tôi đặt họ lên một bảng và Steven cùng những người khác đã dành hàng giờ để phân công họ vào các cảnh. Chúng tôi sẽ nói, "Đây là nơi chúng tôi muốn bất cứ ai đó sẽ là Người Dơi, Chun-Li, hoặc những nhân vật khác." Và sau đó chúng tôi đã xem qua toàn bộ bộ phim để làm điều đó. Khi các cảnh quay ngày càng phát triển, chúng tôi hiểu được mình cần bao nhiêu nhân vật để chế tạo. | ” |
| — Roger Guyett | |   |

Một phần nổi bật của phim diễn ra ở một không gian ảo dựa trên khách sạn Overlook trong phim The Shining. Đây chủ yếu là cảnh tái dựng kĩ thuật số với việc sử dụng góc hình chất lượng cao từ nguyên tác, cho phép các góc máy và cảnh quay mới từ bản phim gốc không hiện diện nữa. Phim còn dùng một số trích đoạn ngắn từ The Shining với những chỉnh sửa từ ILM. Chỉ có một số ít đoạn trong chuỗi cảnh này có dùng diễn viên thật (chẳng hạn như sự hiện diện của anh em sinh đôi nhà Grady) và yêu cầu tái hiện phim trường của The Shining. Phân đoạn trong The Shining được xử lý hậu kỳ bằng hạt phim và những hiệu ứng làm lão hóa khác, sao cho trích đoạn ngắn mới dựng gần tương đương với bản gốc. Trong lúc sản xuất Ready Player One, đội ngũ của Spielberg đã tư vấn cho đoàn làm phim của Doctor Sleep: Ký ức kinh hoàng, bối cảnh trong Doctor Sleep cũng diễn ra tại khách sạn Overlook. Doctor Sleep: Ký ức kinh hoàng sử dụng trường quay thực với ít CGI để tái hiện lại khách sạn và ê-kíp của tác phẩm đã nghiên cứu giữa khâu thiết kế sản xuất của Ready Player One với những bản thiết kế của Kubrick để tái hiện lại khách sạn một cách chân thực.
ILM còn cho ra đời các phiên bản kĩ thuật số của nhiều khảo chỉ văn hóa trong phim, như chiếc máy du hành thời gian DeLorean (từ loạt phim Trở lại tương lai), Iron Giant, ma búp bê Chucky và nguyên mẫu King Kong từ bản phim năm 1933. Chú khủng long bạo chúa từ Công viên kỷ Jura được ILM dựng lại bộ khung với nguyên mẫu từ tựa phim năm 1993.

## Khảo chỉ văn hóa
Giống như nguyên tác, Ready Player One: Đấu trường ảo thể hiện sự tri ân tới văn hóa đại chúng qua nhiều giai đoạn, chủ yếu là thập niên 1970 và 1980, đồng thời mở rộng sang cả thập niên 1990, 2000 và 2010; các nhà phê bình xác định rằng có hơn 100 khảo chỉ văn hóa tới những tác phẩm điện ảnh, chương trình truyền hình, âm nhạc, đồ chơi, trò chơi điện tử, anime và truyện tranh từ những mốc thời gian kể trên. Cline không gặp rắc rối liên quan đến những yếu tố bản quyền khi ông xuất bản sách, nhưng ông nhận thức được rằng việc sở hữu tất cả những bản quyền cần thiết là một mục tiêu lớn để chuyển thể thành phim. Mục tiêu này sau cùng trở nên dễ dàng hơn nhiều nhờ danh tiếng của Spielberg trong ngành công nghiệp điện ảnh. Spielberg và nhà sản xuất Kristie Macosko Krieger đã dành một vài năm để xin bản quyền của những nhân vật/chi tiết sử dụng trong phim trước khi phim khởi quay, bởi họ biết rằng một số cảnh quay sẽ không thể thành hiện thực nếu chưa nắm yếu tố bản quyền trong tay. Cuối cùng Spielberg ước tính rằng đã nắm giữ khoảng 80% yếu tố bản quyền mà họ mong muốn, đáng chú ý là trong một vài trường hợp, các nhà làm phim có thể trưng dụng bản quyền của một số nhân vật chứ không phải là tất cả chúng mà họ muốn. Theo thỏa thuận với Warner Bros., họ không thể giành lấy bản quyền phim Close Encounters of the Third Kind từ Columbia Pictures, dù đây là một trong những tác phẩm đầu tiên mà Spielberg làm đạo diễn.
Tomb of Horrors, một phần chi tiết của thương hiệu Dungeons & Dragons, có trong một tập quan trọng của cuốn sách dưới tựa là "Thử thách chìa khóa đồng", nhưng khảo chỉ văn hóa đó sau này đã bị loại khỏi phim, và được thay bằng thử thách đua xe hơi khổng lồ ở New York. Tuy nhiên, bộ phim có khảo chỉ văn hóa đến một chi tiết là tác phẩm nghệ thuật của con quỷ trong Tomb of Horrors, được xuất hiện trên xe tải của Aech trong phim.
Blade Runner – một tác phẩm có liên hệ mật thiết với nội dung của cuốn sách lại không thể dùng tới do phần hậu truyện Tội phạm nhân bản 2049 đang sản xuất cùng lúc với Ready Player One. Nhằm tìm phương án thay thế, đội ngũ sáng tạo đã cho người chơi thi đấu qua những sự kiện của The Shining, tác phẩm mà Spielberg đã xin được bản quyền nhằm tri ân tới người bạn quá cố Stanley Kubrick của ông. Trong khi nguyên tác của Cline chủ yếu dùng nhân vật Ultraman thì bản quyền của nhân vật này lại đang bị tranh chấp về mặt pháp lý, vì vậy các nhà làm phim đã thay thế Ultraman bằng nhân vật Iron Giant từ bộ phim cùng tên và RX-78-2 Gundam. Spielberg nhận ra rằng những bộ phim cũ của ông là một phần nổi bật của văn hóa đại chúng thập niên 1980 trích trong cuốn sách; và nhằm tránh việc bị cáo buộc là "phù phiếm", ông đã lựa chọn lược bỏ nhiều khảo chỉ văn hóa tới tác phẩm của mình. Cline cho biết ông tin rằng Spielberg muốn tránh khảo chỉ tới những phim điện ảnh mà ông đạo diễn, bởi nhà làm phim này từng bị chỉ trích trong tác phẩm 1941 do đã châm biếm những tác phẩm của chính mình ra đời trước đó là Hàm cá mập và Duel. Cline còn nói rằng ông đã phải thuyết phục Spielberg đưa vào phim một số nhân tố biểu tượng, chẳng hạn như chiếc máy du hành thời gian DeLorean từ phim Trở lại tương lai và được Spielberg chấp thuận do vị đạo diễn này chỉ sản xuất bộ phim chứ không đạo diễn. Spielberg còn cho cả chú khủng long bạo chúa từ phim Công viên kỷ Jura của chính ông vào trong phim. Cline cũng đề nghị ILM cho thêm khảo chỉ văn hóa tới Last Action Hero, một trong những bộ phim đầu tiên mà Penn viết kịch bản; một phân cảnh hiện bảng ghi tên phim tại rạp chiếu trên đường đua Mahattan có hiện lên dòng chữ "Jack Slater" – nhân vật mà Arnold Schwarzenegger đóng trong Last Action Hero.

## Âm nhạc
Vào ngày 9 tháng 6 năm 2016, tạp chí Variety đưa tin rằng cộng tác viên lâu năm của Spielberg là nhà soạn nhạc John Williams đang lên kế hoạch sáng tác nhạc nền cho Ready Player One: Đấu trường ảo. Tuy nhiên vào tháng 7 năm 2017 lại có thông tin cho rằng Williams đã rời khỏi dự án để làm nhạc cho một bộ phim khác của Spielberg là Bí mật Lầu Năm Góc, do đó Alan Silvestri được thuê để đảm nhận thay nhiệm vụ của John cho Ready Player One. Nhạc nền của tác phẩm chính thức được WaterTower Music phát hành dưới dạng CD vào ngày 30 tháng 3 năm 2018, dưới dạng đĩa than và băng cassette vào mùa hè. Theo yêu cầu của Spielberg, Silvestri đã khảo chỉ những bài hát của mình với nhạc nền của bộ phim Trở lại tương lai do chính ông làm tác giả, cũng như sử dụng những đoạn nhạc nền của Wendy Carlos và Rachel Elkind trong The Shining cho phân đoạn tại Khách sạn Overlook. Bộ phim cũng sử dụng những ca khúc có bản quyền từ những năm 1970 và 1980 trong album Ready Player One: Songs from the Motion Picture. Ca khúc "Jump" của Van Halen từng xuất hiện trong phần mở đầu của bộ phim nhưng không xuất hiện trên phần nhạc nền phim.

### Ready Player One: Original Motion Picture Soundtrack
| STT              | Nhan đề                          | Sáng tác                      | Thời lượng |
| ---------------- | -------------------------------- | ----------------------------- | ---------- |
| 1.               | "The Oasis"                      | Alan Silvestri                | 1:49       |
| 2.               | "Hello, I'm James Halliday"      | Alan Silvestri                | 2:01       |
| 3.               | "Why Can't We Go Backwards?"     | Alan Silvestri                | 4:18       |
| 4.               | "An Orb Meeting"                 | Alan Silvestri                | 4:11       |
| 5.               | "Real World Consequences"        | Alan Silvestri                | 3:30       |
| 6.               | "Sorrento Makes an Offer"        | Alan Silvestri                | 3:34       |
| 7.               | "Welcome to the Rebellion"       | Alan Silvestri                | 3:14       |
| 8.               | "High 5 Assembles"               | Alan Silvestri                | 4:24       |
| 9.               | "Orb of Osuvox"                  | Alan Silvestri                | 3:45       |
| 10.              | "Sorrento Punked"                | Alan Silvestri                | 3:57       |
| 11.              | "Wade's Broadcast"               | Alan Silvestri,               | 5:51       |
| 12.              | "Arty on the Inside"             | Alan Silvestri                | 2:33       |
| 13.              | "Looking for a Truck"            | Alan Silvestri, Akira Ifukube | 5:36       |
| 14.              | "She Never Left"                 | Alan Silvestri                | 2:41       |
| 15.              | "Last Chance"                    | Alan Silvestri                | 3:21       |
| 16.              | "Get Me Out of This"             | Alan Silvestri                | 1:35       |
| 17.              | "Hold on to Something"           | Alan Silvestri                | 5:14       |
| 18.              | "This Is Wrong"                  | Alan Silvestri                | 3:49       |
| 19.              | "What Are You?"                  | Alan Silvestri                | 3:29       |
| 20.              | "There's Something I Need to Do" | Alan Silvestri                | 5:01       |
| 21.              | "Main Title"                     | Alan Silvestri                | 2:27       |
| 22.              | "End Credits"                    | Alan Silvestri                | 8:04       |
| Tổng thời lượng: | Tổng thời lượng:                 | Tổng thời lượng:              | 1:24:22    |

### Ready Player One: Songs from the Motion Picture
| STT              | Nhan đề                                      | Performed by                | Thời lượng |
| ---------------- | -------------------------------------------- | --------------------------- | ---------- |
| 1.               | "Jump"                                       | Van Halen                   | 4:03       |
| 2.               | "Everybody Wants to Rule the World"          | Tears for Fears             | 4:12       |
| 3.               | "I Hate Myself For Loving You"               | Joan Jett & The Blackhearts | 4:06       |
| 4.               | "I Wanna Be Your Lover"                      | Prince                      | 5:47       |
| 5.               | "Just My Imagination (Running Away With Me)" | The Temptations             | 3:48       |
| 6.               | "Faith"                                      | George Michael              | 3:12       |
| 7.               | "Stand on It"                                | Bruce Springsteen           | 3:05       |
| 8.               | "One Way or Another"                         | Blondie                     | 3:27       |
| 9.               | "Can't Hide Love"                            | Earth, Wind & Fire          | 4:09       |
| 10.              | "Blue Monday"                                | New Order                   | 7:24       |
| 11.              | "Stayin' Alive"                              | Bee Gees                    | 4:45       |
| 12.              | "Main Title (The Shining)"                   | Wendy Carlos, Rachel Elkind | 3:24       |
| 13.              | "Midnight, the Stars and You"                | Al Bowlly                   | 3:28       |
| 14.              | "We're Not Gonna Take It"                    | Twisted Sister              | 3:38       |
| 15.              | "You Make My Dreams"                         | Hall & Oates                | 3:11       |
| Tổng thời lượng: | Tổng thời lượng:                             | Tổng thời lượng:            | 56:31      |

## Phát hành
Lúc đầu Ready Player One: Đấu trường ảo dự kiến ra rạp vào ngày 15 tháng 12 năm 2017, nhưng bị dời lịch đến ngày 30 tháng 3 năm 2018 để tránh đương đầu trực tiếp với Star Wars: Jedi cuối cùng. Tháng 1 năm 2018, có nguồn tin cho biết lịch chiếu phim đã được đẩy sớm 1 ngày, thành ngày 29 tháng 3 năm 2018. Phim có buổi chiếu ra mắt toàn cầu tại Nhà hát Paramount tại Austin, Texas (như một phần của Liên hoan phim South by Southwest). Warner Bros. Pictures là đơn vị phân phối tác phẩm trên toàn thế giới, còn Village Roadshow Pictures chịu trách nhiệm phân phối phim ở một số vùng lãnh thổ. Bộ phim đã có buổi công chiếu tại Việt Nam vào ngày 30 tháng 3 năm 2018.
Trong khoảng thời gian công chiếu phim, nền tảng trò chơi trực tuyến nhiều người chơi Roblox đã tổ chức một sự kiện dựa trên Ready Player One; người chiến thắng cuộc thi là một người dùng tên r0cu.

### Doanh thu phòng vé
Ready Player One thu về 137,7 triệu USD tại thị trường Hoa Kỳ–Canada và 445,2 triệu USD tại những vùng lãnh thổ khác, nâng tổng mức doanh thu toàn thế giới lên 589,2 triệu USD. Với kinh phí sản xuất 175 triệu USD, cộng thêm 150 triệu USD cho chi phí tiếp thị toàn cầu, bộ phim cần thu về ít nhất 440 triệu USD để hòa vốn. Đây là tác phẩm điện ảnh có doanh thu cao thứ 12 trong năm 2018.

#### Bắc Mỹ
Tại Hoa Kỳ–Canada, Ready Player One công chiếu cùng lúc với God's Not Dead: A Light in Darkness và Acrimony, qua đó dự kiến đem về 40–50 triệu USD từ 4.100 cụm rạp trong 4 ngày đầu tiên. Phim thu về 12,1 triệu USD trong ngày khởi chiếu, trong đó gồm 3,75 triệu USD từ những buổi chiếu sớm vào đêm ngày Thứ Tư. Tác phẩm kết thúc đợt chiếu trong dịp cuối tuần đầu tiên với 41,8 triệu USD (53,7 triệu USD trong tổng cộng 4 ngày), trở thành phim điện ảnh có màn ra mắt thuận lợi nhất của Spielberg kể từ Indiana Jones và vương quốc sọ người (2008). Trong dịp cuối tuần thứ hai, Ready Player One thu về 25,1 triệu USD tiền bán vé (giảm 40%), kết thúc ở vị trí số 2 sau "tân binh" Vùng đất câm lặng (50 triệu USD). Trong dịp cuối tuần thứ ba, bộ phim kiếm được 11,2 triệu USD, đứng ở hạng 4 phòng vé sau Siêu thú cuồng nộ, Vùng đất câm lặng và Truth or Dare: Chơi hay chết?. Trong dịp cuối tuần thứ tư, phim mang về 7,4 triệu USD, xếp thứ 6 trên bảng xếp hạng phòng vé. Trong dịp cuối tuần thứ 5, tác phẩm thu được 2,4 triệu USD (giảm 67% so với tuần trước) và khép lại đợt chiếu ở vị trí số 5.

#### Những thị trường khác

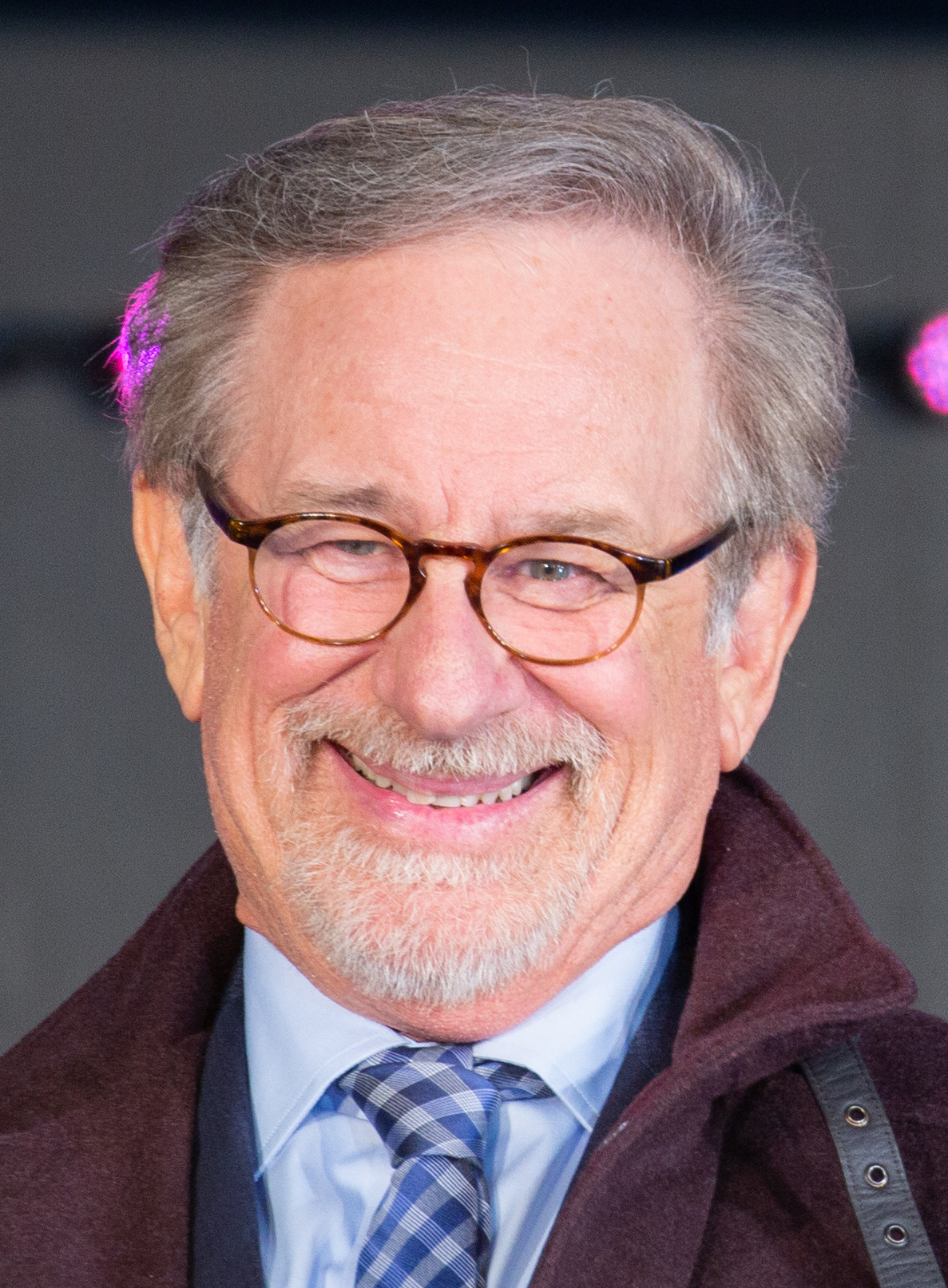
Spielberg quảng bá Ready Player One: Đấu trường ảo tại Nhật Bản.

Trên toàn thế giới, Ready Player One có mặt tại 62 quốc gia gồm cả Trung Quốc–thị trường dự kiến đem về cho bộ phim từ 100–120 triệu USD trong dịp cuối tuần mở màn. Bộ phim thu về 2,9 triệu USD từ 11 quốc gia trong ngày đầu khởi chiếu, trong đó có 980.000 USD từ Hàn Quốc. Tại Trung Quốc, phim kiếm được 14,75 triệu USD và đạt số điểm 9,2 do khán giả chấm trên Douban (so với điểm trung bình 6–7 mà một bộ phim từ Hollywood nhận được). Tác phẩm mang về 61,7 triệu USD trong dịp cuối tuần khởi chiếu tại Trung Quốc, trở thành phim mở màn thành công nhất của Waner Bros tại đất nước tỷ dân. Doanh số cuối tuần đầu tiên ở những vùng lãnh thổ khác của tác phẩm là 8,1 triệu USD (Hàn Quốc), 7,3 triệu USD (Anh Quốc), 6,1 triệu USD (Nga) và 6 triệu USD (Pháp). Trong dịp cuối tuần thứ hai và thứ ba công chiếu tại Trung Quốc, Ready Player One lần lượt gặt hái 42 triệu USD và 13,9 triệu USD. Bộ phim thu về 81,7 triệu USD tại thị trường quốc tế trong dịp cuối tuần thứ hai, giảm 35% so với các "tân binh" như Vùng đất câm lặng và Blockers. Trong dịp cuối tuần thứ 3, phim thu về 33,8 triệu USD tiền bán vé ngoài nội địa, giảm 58,6%. Ngày 21 tháng 4 năm 2018, tác phẩm cán mốc 200 triệu USD tại Trung Quốc, trở thành phim điện ảnh Mỹ ăn khách thứ 10 mọi thời đại ở quốc gia này. Trong dịp cuối tuần thứ 4 ra rạp ở Trung Quốc, phim thu được 8,24 triệu USD, xếp thứ 3 ở phòng vé và nâng tổng doanh thu lên con số 207 triệu USD. Tại phòng vé quốc tế, bộ phim gặt hái 23 triệu USD từ 67 vùng lãnh thổ trong dịp chiếu cuối tuần thứ 4. Ready Player One khởi chiếu tại thị trường chính cuối cùng là Nhật Bản và mang về 4,4 triệu USD. Trong dịp cuối tuần thứ 5 ở phòng vé quốc tế, phim kiếm được 8,6 triệu USD từ 63 vùng lãnh thổ. Tại Trung Quốc, doanh số dịp cuối tuần của tác phẩm là 2,4 triệu USD, qua đó đẩy Avatar xuống hạng 9 trong danh sách những phim Hollywood ăn khách nhất tại đất nước tỷ dân với 213,8 triệu USD (tương đương 1,34 tỷ nhân dân tệ). Phim công chiếu đúng vào Tuần lễ Vàng ở Nhật Bản nên chỉ giảm doanh thu 6% so với tuần trước, nên tổng doanh thu tại đây là 17,5 triệu USD. Trong dịp cuối tuần thứ 6 chiếu tại Trung Quốc, doanh số phòng vé của phim tăng 10% so với tuần trước để nâng tổng doanh thu khu vực lên con số 220,2 triệu USD. Những thị trường bội thu nhất của tác phẩm ngoài Trung Quốc còn có Nhật Bản (23,4 triệu USD), Anh Quốc (21,3 triệu USD), Pháp (21,5 triệu USD), Hàn Quốc (18,6 triệu USD) và Nga–các nước độc lập (13,1 triệu USD).

### Phát hành băng đĩa
Ngày 3 tháng 7 năm 2018, Ready Player One được phát hành dưới dạng bản sao kĩ thuật số, kế đó là bày bán trên các định dạng Blu-ray 4K UHD, Blu-ray 3D, Blu-ray và DVD vào ngày 24 tháng 7 năm 2018. Phim ra mắt ở vị trí đầu bảng xếp hạng NPD VideoScan First Aler trong tuần kết thúc vào ngày 27 tháng 8 năm 2018. Phim còn tái lập vị trí quán quân trên bảng xếp hạng đó ở tuần kết thúc ngày 4 tháng 8 năm 2018.

## Đánh giá chuyên môn
Trên hệ thống tổng hợp kết quả đánh giá Rotten Tomatoes, Ready Player One: Đấu trường ảo nhận 72% lượng đồng thuận dựa trên 443 bài đánh giá, đạt điểm trung bình 6,8/10. Các chuyên gia của trang web nhất trí rằng: "Ready Player One: Đấu trường ảo là một hành trình thú vị đậm chất hoài niệm, hội tụ khéo léo những điểm mạnh của Spielberg, đồng thời giúp ông bổ sung thêm một chuyến phiêu lưu hấp dẫn mới vào danh sách các tác phẩm của mình". Trên chuyên trang Metacritic, phim giành số điểm trung bình là 64/100, dựa theo 56 phê bình gia, trong đó "đa số là đánh giá tích cực". Trên trang web Zing News, Ready Player One: Đấu trường ảo được chấm 8/10 điểm. Khảo sát khán giả từ trang CinemaScore chấm bộ phim điểm ""A–" theo thang điểm từ A+ đến F, trong khi đó PostTrak cho biết tác phẩm có tổng điểm tích cực chiếm 82% và 65% là những lời "khuyến nghị nên xem".
Trong một bài đánh giá cho trang RogerEbert.com, cây bút Brian Tallerico viết rằng chất "choáng ngợp" và những màn hành động liên hồi trong phim dường như sẽ làm kích thích những người hâm mộ văn hóa đại chúng; đồng thời ông chỉ ra những điểm yếu trong lối kể chuyện, chẳng hạn như việc thiếu chiều sâu giữa tuyến nhân vật phụ, bởi sau cùng thì họ cũng không ngăn cản tác phẩm thể hiện "khả năng xử lý bom tấn thành thục mà Spielberg vạch ra". Owen Gleiberman, cây viết của tạp chí Variety thì ví bộ phim như một "vụ nổ sáng chói của những biểu tượng văn hóa đại chúng hấp dẫn nhất" và thấy phân cảnh dựa trên The Shining thật "cuốn hút đến khó cưỡng". Tuy nhiên ông cũng chỉ trích việc Spielberg tách biệt tính kỳ ảo và hiện thực cũng như tác phẩm có "nhiều hành động hơn so với vẻ ngoài của nó". Eric Kohn của IndieWire miêu tả phim là "vừa là một bức tranh khoa học viễn tưởng đầy kinh ngạc vừa là một chuyến đi hoài niệm dữ dội liên hồi", đồng thời khen ngợi cả phân cảnh dựa trên The Shining cũng như kịch bản của Penn, đặc biệt liên quan đến nhân vật của Mendelsohn. Mặc dù vậy, ông vẫn đưa ra nhận định rằng bộ phim "đưa ra một đống hỗn độn ở đoạn phần ba cuối phim". Alissa Wilkinson viết cho Vox tán dương cả về mặt chất và lượng của khâu xây dựng thế giới ảo này. Cô còn bình luận về việc tương lai phản địa đàng được miêu tả ra sao, nơi các nhân vật chính chiến đấu để cứu lấy OASIS và trốn thoát khỏi hiện thực mà nền tảng này tạo ra mà chẳng màng quan tâm tới những vấn đề trong thế giới thực."
Monica Castillo của tờ The Guardian chê bai Ready Player One thậm tệ hơn và nhấn mạnh vào việc thiếu thốn câu chuyện của các nhân vật, giải quyết chưa thỏa đáng những lỗ hổng cốt truyện từ nguyên tác tiểu thuyết và những cảnh xáo trộn trong phim bằng trò chơi giải đố. Nhà phê bình điện ảnh lẫn truyền hình Matt Zoller Seitz tán dương Ready Player One và nhấn mạnh dòng chảy đượm buồn hiện hữu trong phim, ông cho rằng "Tôi không nghĩ Spielberg được ghi nhận đủ cho việc tạo ra những tác phẩm điện ảnh man mác buồn nhưng khiến người xem cho rằng đó là niềm vui, và những bộ phim đa tầng nghĩa bị hiểu nhầm là đơn giản hoặc quá khó hiểu." Seitz kết luận rằng bộ phim "là một mớ bòng bong, nhưng lại là một tác phẩm phức tạp và hấp dẫn..." Tháng 3 năm 2019, một năm sau khi phim ra rạp, Seitz xác định rằng qua những hình ảnh bình luận về chủ nghĩa tư bản và văn hóa đại chúng của Ready Player One, đây là tác phẩm điện ảnh kỳ ảo với kinh phí lớn "thú vị [và] trọng yếu" thứ hai trong năm 2018 sau Black Panther: Chiến binh Báo Đen, ông thừa nhận rằng, "tôi vẫn nghĩ về [Ready Player One] nhiều lắm, đặc biệt về mối liên kết của phim tới thế giới quanh tôi."

## Giải thưởng và đề cử
| Giải thưởng           | Ngày trao giải      | Hạng mục                                         | Đề cử cho                                                                                          | Kết quả   | Chú thích       |
| --------------------- | ------------------- | ------------------------------------------------ | -------------------------------------------------------------------------------------------------- | --------- | --------------- |
| Teen Choice Awards    | 12 tháng 8 năm 2018 | Lựa chọn: Phim khoa học viễn tưởng               | —                                                                                                  | Đề cử     | [ 103 ]         |
| Teen Choice Awards    | 12 tháng 8 năm 2018 | Lựa chọn: Nam diễn viên phim khoa học viễn tưởng | Tye Sheridan                                                                                       | Đề cử     | [ 103 ]         |
| Teen Choice Awards    | 12 tháng 8 năm 2018 | Lựa chọn: Nữ diễn viên phim khoa học viễn tưởng  | Olivia Cooke                                                                                       | Đề cử     | [ 103 ]         |
| Teen Choice Awards    | 12 tháng 8 năm 2018 | Ngôi sao điện ảnh đột phá                        | Olivia Cooke                                                                                       | Đề cử     | [ 103 ]         |
| Critics' Choice Award | 13 tháng 1 năm 2019 | Hiệu ứng hình ảnh xuất sắc nhất                  | —                                                                                                  | Đề cử     | [ 104 ]         |
| Giải VES              | 5 tháng 2 năm 2019  | Hiệu ứng hình ảnh nổi bật                        | Roger Guyett, Jennifer Meislohn, Dave Shirk, Matthew E. Butler, Neil Corbould                      | Đề cử     | [ 105 ]         |
| Giải VES              | 5 tháng 2 năm 2019  | Nhân vật ảo nổi bật                              | Dave Shirk, Brian Cantwell, Jung-Seung Hong và Ooi cho "Art3mis"                                   | Đề cử     | [ 105 ]         |
| Giải VES              | 5 tháng 2 năm 2019  | Khung cảnh nổi bật                               | Mert Yamak, Stanley Wong, Joana Garrido và Gagiu cho "Khách sạn Overlook"                          | Đoạt giải | [ 105 ]         |
| Giải VES              | 5 tháng 2 năm 2019  | Quay phim ảo xuất sắc                            | Daniele Bigi, Edmund Kolloen, Mathieu Vig và Jean-Baptiste Noyau cho "Cuộc đua ở New York"         | Đoạt giải | [ 105 ]         |
| Giải VES              | 5 tháng 2 năm 2019  | Thiết kế nổi bật                                 | Giuseppe Laterza, Kim Lindqvist, Mauro Giacomazzo và William Gallyo cho chiếc xe "DeLorean DMC-12" | Đề cử     | [ 105 ]         |
| Giải Satellite        | 17 tháng 2 năm 2019 | Hiệu ứng hình ảnh xuất sắc nhất                  | —                                                                                                  | Đề cử     | [ 106 ]         |
| Giải BAFTA            | 10 tháng 2 năm 2019 | Hiệu ứng hình ảnh xuất sắc nhất                  | Matthew E. Butler, Grady Cofer, Roger Guyett, Dave Shirk                                           | Đề cử     | [ 107 ]         |
| Giải Oscar            | 24 tháng 2 năm 2019 | Hiệu ứng hình ảnh xuất sắc nhất                  | Roger Guyett, Grady Cofer, Matthew E. Butler, và Dave Shirk                                        | Đề cử     | [ 108 ]         |
| Giải Sao Thổ          | 13 tháng 9 năm 2019 | Phim khoa học viễn tưởng hay nhất                | —                                                                                                  | Đoạt giải | [ 109 ] [ 110 ] |
| Giải Sao Thổ          | 13 tháng 9 năm 2019 | Đạo diễn xuất sắc nhất                           | Steven Spielberg                                                                                   | Đề cử     | [ 109 ] [ 110 ] |
| Giải Sao Thổ          | 13 tháng 9 năm 2019 | Nhạc phim hay nhất                               | Alan Silvestri                                                                                     | Đề cử     | [ 109 ] [ 110 ] |
| Giải Sao Thổ          | 13 tháng 9 năm 2019 | Hiệu ứng hình ảnh xuất sắc nhất                  | —                                                                                                  | Đề cử     | [ 109 ] [ 110 ] |

## Phần tiếp theo
Nói về phần hậu truyện của bộ phim, Cline cho biết, "Tôi nghĩ là có một cơ hội tốt để hiện thực hóa nó đấy, nếu mọi chuyện diễn ra suôn sẻ, Warner Bros. sẽ muốn làm một phần hậu truyện. Tôi không biết liệu Steven [Spielberg] có quay trở lại không, bởi ông ấy biết mình đang nắm giữ [vai trò] gì. Ông ấy đã nói rằng đây là bộ phim điện ảnh khó nhằn thứ 3 mà ông từng làm ra, trong số hàng tá tác phẩm [của mình]." Đồng diễn viên Olivia Cooke và có lẽ tất cả các diễn viên còn lại trong phim, đang "xúc tiến hợp đồng cho phần kế tiếp".
Ngày 24 tháng 11 năm 2020, Cline đã cho ra mắt phần hậu truyện của tác phẩm dưới tựa là Ready Player Two, trong đó anh xác nhận rằng anh đã tham khảo ý kiến của Spielberg về bản thảo cuối cùng của tác phẩm và nơi thực hiện chuyển thể. Ngày 22 tháng 12 năm 2020, Cline tiết lộ rằng phần thứ hai của bộ phim đang trong giai đoan đầu phát triển.